# Chariesthes pulchelloides
Chariesthes pulchelloides là một loài bọ cánh cứng trong họ Cerambycidae.